# Trenutak zaključenja ugovora
Ponuda je prihvaćena u trenutku kada ponudilac primi izjavu ponuđenog da ponudu prihvata. Ugovor je zaključen onog časa kad ponudilac primi izjavu ponuđenog da prihvata ponudu. Dakle, trenutak zaključenja ugovora je trenutak prihvata ponude, odnosno trenutak prijema izjave ponuđenog od strane ponudioca.

## Ista prostorno-vremenska dimenzija
Ukoliko su ponudilac i ponuđeni prisutni u trenutku nastanka ugovora, onda pitanje nastanka ugovora je jednostavno. Tada je reč o neposrednoj ponudi, a takva ponuda treba da bude odmah prihvaćena da bi ugovor nastao. Ukoliko neposredna ponuda nije prihvaćena bez odlaganja, a iz okolnosti ne proizilazi da ponuđenom treba da pripadne izvestan rok za razmišljanje, takva ponuda će se smatrati odbijenom.

## Različita prostorno-vremenska dimenzija
Ukoliko, pak, su ponudilac i ponuđeni nisu prisutni u trenutku nastanka ugovora, pitanje je složenije. Tu više nije reč o neposrednoj ponudi, gde je moguće neposredno izjašnjavanje. Otuda je potrebno naći optimalan teorijski model koji, vodeći računa o interesu obeju strana, ali i o pravnoj sigurnosti, otklanja neizvesnost trenutka nastanka ugovora u svim slučajevima kada je neposrednost isključena. 

U pokušaju da se da adekvatan odgovor na to pitanje, izdvojile su se pet teorija: teorija emisije, teorija ekspedicije, teorija informacije, teorija prijema i teorija namere stranaka.

## Teorija emisije
Teorija emisije, odnosno izjave zasniva svoju argumentaciju na osnovnim opredeljenjima teorije autonomije volje. Prihvatanjem ponude od strane ponuđenog, nastaje saglasnost volja, a to je sama suština ugovora. Ova teorija nije u stanju da pruži minimum pravne sigurnosti, jer je sve u rukama ponuđenog. On uvek može da postavi onaj datum prihvata ponude koji njemu odgovara, jer ne postoji ni jedno sredstvo efikasne kontrole. To je bio dovoljan razlog da se izvrši modifikacija ove teorije, ali bi se smanjile mogućnosti zloupotrebe. Modifikovana teorija emisije javila se u obliku teorije ekspedicije (otposlanja).

## Teorija ekspedicije
Teorija ekspedicije zasniva se na tome da je ugovor zaključen u trenutku kada ponuđeni preda svoj prihvat na ekspediciju (predaja pisma ili telegrama pošti i sl.). Drugim rečima, ugovor je nastao kada je izjava o prihvatu izašla iz “vlasti” ponuđenog, odnosno kada on više nije u mogućnosti da manipuliše vremenom prihvatanja ponude. Izgledalo je da su time otklonjeni osnovni prigovori koji remenete načelo pravne sigurnosti. Međutim, usledio je udarac nauke, koji je opovrgao teorijski osnov opstanka modifikovane teorije. Jer, ako ugovor nastaje u trenutku otposlanja, isključena je svaka mogućnost da se jednostranom izjavom utiče na njegov opstanak. A upravo to ovde nije slučaj, jer ponuđeni, koji je prihvatio ponudu i poslao svoj pozitivan odgovor, može bržim sredstvom komunikacije da obavesti ponudioca da ne prihvata ponudu. To su bili novi razlozi na koje je nauka pokušala da potraži nove puteve razrešenja problema trenutka nastanka ugovora između odsutnih lica.

## Teorija informacije
Teorija informacije, odnosno saznanja polazi od onoga što je potkopalo temelje teorije emisije, kao i teoriju ekspedicije. Prema ovo shvatanju, relevantan trenutak za nastanak ugovora je saznanje ponudioca da je ponuda prihvaćena. Međutim, mora se primetiti da je sada sve u rukama ponudioca, jer on može da manipuliše tretnutkom saznanja pošto je saznanje subjektivna kategorija. U stvari, prigovori i praktične posledice su iste kao i u teoriji emisije, samo je mogućnost zloupotrebe prešla s ponuđenog na ponudioca. To su bili razlozi da se izvrši modifikacija i ove teorije.

## Teorija prijema
Teorija prijema predstavlja modifikaciju teorije informacije, odnosno saznanja. Trenutak nastanka ugovora, prema teoriji prijema, poklapa se s trenutkom kada ponudilac primi prihvat ponude od ponuđenog. Na taj način se izbegavaju mnoge mogućnosti zloupotrebe.

## Teorija namere stranaka
Teorija namere stranaka vidi odlučan trenutak nastanka ugovora u onoj sili koja i stvara sam ugovor, tj. u nameri stranaka. Nastanak ugovora je vezan za tumačenje namere stranaka. Istraživanje volje stranaka i okolnosti slučaja dovešće i do njihove namere u pogledu nastanka ugovora.

## Zaključak
Iz teorijske argumentacije, posebno imajući na umu pravnu sigurnost, možemo reći da neka vrsta kombinacije teorije namere stranaka i teorije prijema odgovara u najvećem broju zahteva koji se postavljaju u vezi sa trenutkom zaključenja ugovora između odsutnih lica. Ako iz namere stranaka proizilazi, da će se ugovor smatrati zaključenim u trenutku prihvatanja ponude od strane ponuđenog i da će on taj trenutak vidljivo označiti u svom prihvatu, takva volja stranaka mora se poštovati. Ali u svim ostalim slučajevima, upravo zbog pravne sigurnosti, valja prihvatiti teoriju prijema, koju prihvata i naše pozitivno pravo.

## Literatura
- Obligaciono pravo, prof. dr Oliver Antić, Beograd 2011.